# Bullaun von Killinagh

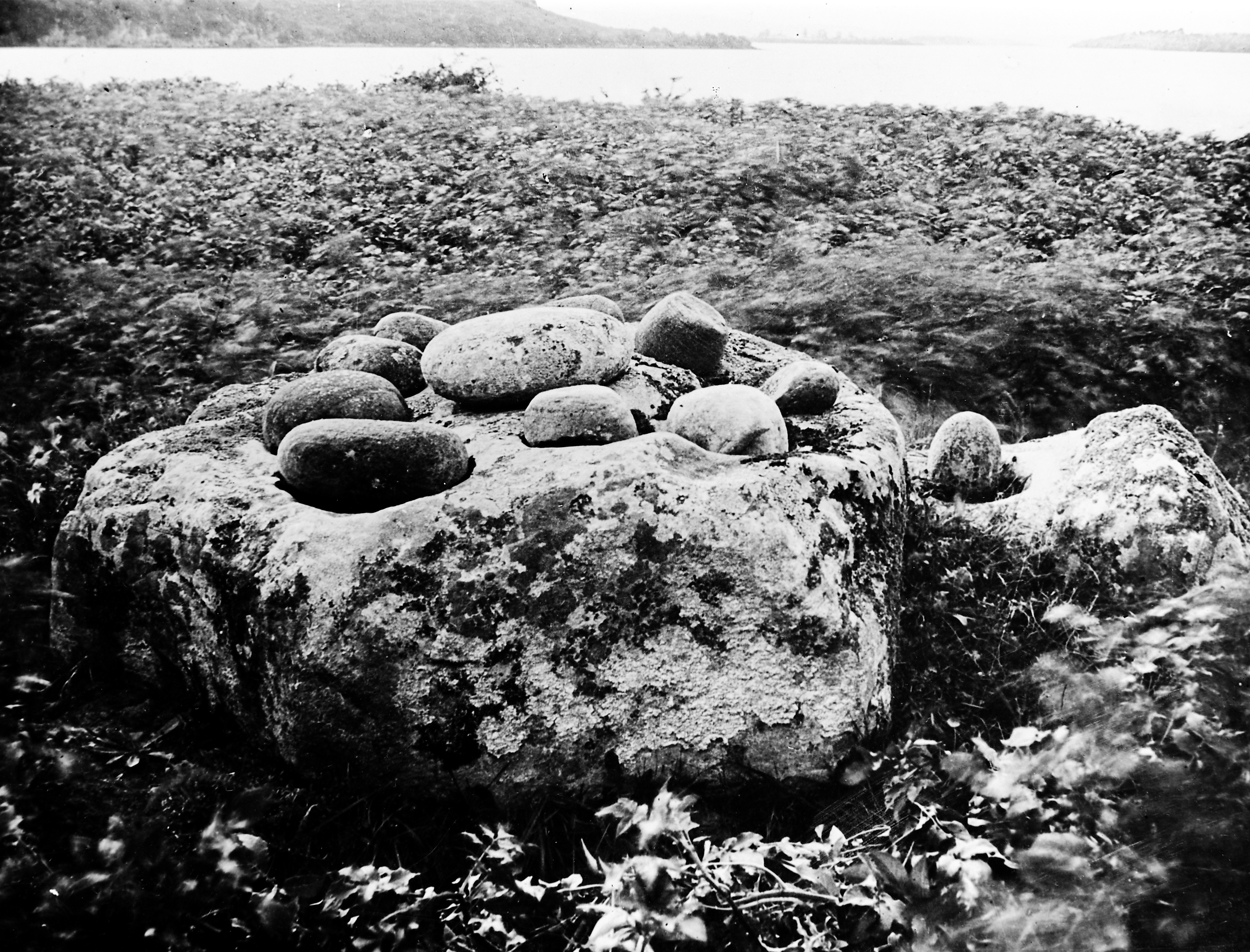
Bullaun von Killinagh

Der große multiple Bullaun von Killinagh (auch als St Brigid’s Stones bekannt) hat immer noch seine Fluchsteine (englisch Cursing stone) in jeder seiner 16 Dellen. Die Fluchsteine sind auch als „Curing-“ oder Drehsteine bekannt. Sie wurden von den Gläubigen gedreht.
Der Begriff Bullaun (oder Bullaunstein) bezieht sich auf den fast immer niedrigen, meist kniehohen menhirartigen oder flachrunden Stein, der eine oder mehrere (multiple) Eintiefungen (ebenfalls Bullauns genannt) haben kann und in Irland und Schottland vorkommt.
Der Bullaun (irisch bullán) von Killinagh mit seinen sechzehn Bullauns liegt in einem Feld am südlichen Ufer des Lough Macnean Upper, etwa zwei Kilometer westlich von Blacklion in der Civil parish Killinagh im County Cavan in Irland. In nächster Nähe des Bullauns, unter Bäumen versteckt, liegt ein heiliger Brunnen, der auch mit St Brigid verbundene Tobar Bhríde. Die mittelalterliche Kirche von Killinagh (irisch Cill Laighneach, „Kirche der Leinsteraner“) mit ihrem kleinen Friedhof liegt in der Nähe.
Ein weiteres Beispiel für diese Art von Bullaun sind die „Rolls of Butter“ in Feaghna im County Kerry mit acht Dellen.